# Katalog vlastitog gibanja sjevernog neba, prvi dio, galaktike
Katalog vlastitog gibanja sjevernog neba, prvi dio, galaktike, kratica NPM1G (puni eng. naziv Northern Proper Motion, 1st part, Galaxies) je astronomski katalog galaktika. Dio je Programa vlastitog gibanja sjevernog neba Lickova opservatorija (NPM).
NPM1G je prvi dio astronomskog kataloga galaktika.
Cijeli program NPM izmjerio apsolutna vlastita gibanja (uz referentni okvir ka udaljenim galaktikama), točne položaje te dvobojnu fotografsku fotometriju za nekih 380.000 zvijezda od 8 < B < 18.
Katalog sadrži nekih 300.000 zvijezda (NPM1), čije kretanje je referirano k nekih 70.000 galaktika (NPM1G). Autori su A. R. Klemola, B. F. Jones i R. B. Hanson. (Astron. J., 94, 501-515 (1987)
U, opis NPM1 i NPM1G. Drugi dio je u NPM2.
Katalog NPM1 iz 1993. pokriva 72% sjevernog neba na 899 polja udaljenih od Kumove slame. Sadrži 148 940 zvijezda u 114 deklinacijskih zona od +89 do -23 stupnjeva.
Istraživanje je sprovedeno Carnegiejevim dvostrukim astrografom od 1947. do 1988. godine. Pregled je neba sjeverno od deklinacije od 23 stupnja. NPM-om su mjerena apsolutna vlastita gibanja.

## Vanjske poveznice
- (eng.) UC Observatories Carnegie Astrograph
- (polj.) Astronomia - portal astronomiczny o gwiazdach i budowie Wszechświata  Arhivirana inačica izvorne stranice od 26. rujna 2013. (Wayback Machine) Lick Northern Proper Motion program, first list of galaxies
- Sveučilište u Marylandu[neaktivna poveznica]
- Sveučilište u Marylandu  Arhivirana inačica izvorne stranice od 3. siječnja 2010. (Wayback Machine)